# بوکژرتس
بوکژرتس (به مجاری:  Bükkzsérc) یک منطقهٔ مسکونی در مجارستان است که در ناحیه مزوکووشد واقع شده‌است. بوکژرتس ۳۷٫۲۵ کیلومتر مربع مساحت و ۹۵۰ نفر جمعیت دارد.